# Sportverein Wehen 1926 Taunusstein 2017-2018
Questa voce raccoglie le informazioni riguardanti lo Sportverein Wehen 1926 Taunusstein nelle competizioni ufficiali della stagione 2017-2018.

## Stagione
Nella stagione 2017-2018 il Wehen Wiesbaden, allenato da Rüdiger Rehm, concluse il campionato di 3. Liga al 4º posto. In Coppa di Germania il Wehen Wiesbaden fu eliminato al secondo turno dallo Schalke 04.

## Rosa
| N. |                     | Ruolo | Calciatore         |
| -- | ------------------- | ----- | ------------------ |
| 1  | Germania (bandiera) | P     | Markus Kolke       |
| 4  | Germania (bandiera) | D     | Sascha Mockenhaupt |
| 5  | Germania (bandiera) | D     | Sören Reddemann    |
| 6  | Germania (bandiera) | C     | Patrick Funk       |
| 7  | Germania (bandiera) | A     | Philipp Müller     |
| 8  | Polonia (bandiera)  | C     | David Blacha       |
| 9  | Germania (bandiera) | A     | Manuel Schäffler   |
| 10 | Germania (bandiera) | C     | Robert Andrich     |
| 11 | Germania (bandiera) | A     | Agyemang Diawusie  |
| 14 | Germania (bandiera) | C     | Jules Schwadorf    |
| 16 | Germania (bandiera) | D     | Niklas Dams        |
| 17 | Germania (bandiera) | C     | Kevin Pezzoni      |
| 18 | Germania (bandiera) | D     | Steven Ruprecht    |
| 19 | Germania (bandiera) | P     | Jan Albrecht       |
| 20 | Germania (bandiera) | D     | Moritz Kuhn        |

| N. |                     | Ruolo | Calciatore         |
| -- | ------------------- | ----- | ------------------ |
| 22 | Ghana (bandiera)    | D     | Michael Akoto      |
| 23 | Germania (bandiera) | D     | Alf Mintzel        |
| 24 | Germania (bandiera) | C     | Jeremias Lorch     |
| 25 | Germania (bandiera) | P     | Lukas Watkowiak    |
| 26 | Germania (bandiera) | C     | Patrick Breitkreuz |
| 27 | Germania (bandiera) | A     | Simon Brandstetter |
| 28 | Germania (bandiera) | C     | Max Dittgen        |
| 29 | Germania (bandiera) | D     | Dominik Nothnagel  |
| 30 | Germania (bandiera) | A     | Dominik Martinovic |
| 33 | Polonia (bandiera)  | C     | Sebastian Mrowca   |
| 34 | Germania (bandiera) | A     | Stefan Lorenz      |
| 36 | Germania (bandiera) | A     | Stephané Mvibudulu |
| 37 | Svizzera (bandiera) | C     | Stephan Andrist    |
| 39 | Germania (bandiera) | C     | Evans Nyarko       |

## Organigramma societario
Area tecnica
- Allenatore: Rüdiger Rehm
- Allenatore in seconda: Mike Krannich
- Preparatore dei portieri: Steffen Vogler
- Preparatori atletici: Sebastian Wagener

## Calciomercato

### Sessione estiva
| Acquisti | Acquisti          | Acquisti       | Acquisti |
| R.       | Nome              | da             | Modalità |
| -------- | ----------------- | -------------- | -------- |
| C        | Max Dittgen       | Kaiserslautern |          |
| C        | Stephan Andrist   | Hansa Rostock  |          |
| A        | Agyemang Diawusie | RB Lipsia U19  |          |
| D        | Moritz Kuhn       | Sandhausen     |          |
| C        | Jeremias Lorch    | Sonnenhof G.   |          |
| D        | Sören Reddemann   | RB Lipsia II   |          |
| P        | Lukas Watkowiak   | Magonza        |          |

| Cessioni | Cessioni           | Cessioni       | Cessioni |
| R.       | Nome               | a              | Modalità |
| -------- | ------------------ | -------------- | -------- |
| A        | Jann Bangert       | Schott Magonza |          |
| C        | Marc Lorenz        | Karlsruhe      |          |
| P        | Maximilian Reule   | Sonnenhof G.   |          |
| A        | Luca Schnellbacher | Aalen          |          |
| D        | Michael Vitzthum   | Sonnenhof G.   |          |
| D        | Daniel Wein        | Monaco 1860    |          |
| D        | Sertan Yigenoglu   | Konyaspor      |          |

### Sessione invernale
| Acquisti | Acquisti           | Acquisti | Acquisti |
| R.       | Nome               | da       | Modalità |
| -------- | ------------------ | -------- | -------- |
| A        | Simon Brandstetter | Duisburg |          |

| Cessioni | Cessioni       | Cessioni          | Cessioni |
| R.       | Nome           | a                 | Modalità |
| -------- | -------------- | ----------------- | -------- |
| D        | Vladimír Kováč | Wacker Nordhausen |          |

## Risultati

### 3. Liga

#### Girone di andata
| Arbitro: | Fritz |

|               |           |  |
| Reddemann 45’ | Marcatori |  |

| Arbitro: | Dietz |

|  |           |                                                |
|  | Marcatori | 5’ Schäffler 21’ Ruprecht 89’ Funk 90’ Andrist |

| Arbitro: | Sather |

|            |           |  |
| Blacha 18’ | Marcatori |  |

| Arbitro: | Heft |

|                    |           |             |
| Fink 56’ Bülow 83’ | Marcatori | 44’ Mintzel |

| Brema 19 agosto 2017, ore 14:00 CEST 5ª giornata | Werder Brema II | 0 – 0 referto | Wehen Wiesbaden | Weserstadion - Platz 11 (540 spett.)\| Arbitro: \| Bläser \| |
| Arbitro:                                         | Bläser          |               |                 |                                                              |

| Arbitro: | Müller |

|                     |           |                |
| Ruprecht 90’ (rig.) | Marcatori | 56’ Keita-Ruel |

| Arbitro: | Storks |

|                         |           |                      |
| Röser 32’ Slišković 66’ | Marcatori | 39’ (rig.) Schäffler |

| Arbitro: | Bacher |

|                          |           |           |
| Müller 87’ Schäffler 90’ | Marcatori | 35’ Kluft |

| Arbitro: | Bokop |

|  |           |             |
|  | Marcatori | 78’ Andrich |

| Arbitro: | Skorczyk |

|                                                     |           |  |
| Blacha 8’ Andrist 26’, 28’ Müller 30’ Schäffler 49’ | Marcatori |  |

| Arbitro: | Waschitzki-Günther |

|          |           |                               |
| Huth 75’ | Marcatori | 51’, 62’ Schäffler 87’ Mrowca |

| Arbitro: | Börner |

|  |           |           |
|  | Marcatori | 42’ Girth |

| Arbitro: | Storks |

|  |           |                                                            |
|  | Marcatori | 20’ Mockenhaupt 55’ Andrist 74’, 86’ Schäffler 83’ Andrich |

| Arbitro: | Osmanagic |

|                                                            |           |                     |
| Schäffler 4’, 16’, 80’ Breitkreuz 27’ Andrist 42’ Dams 70’ | Marcatori | 40’, 78’ Kobylański |

| Magdeburgo 4 novembre 2017, ore 14:00 CET 15ª giornata | Magdeburgo | 0 – 0 referto | Wehen Wiesbaden | MDCC-Arena (15 264 spett.)\| Arbitro: \| Gräfe \| |
| Arbitro:                                               | Gräfe      |               |                 |                                                   |

| Arbitro: | Wollenweber |

|  |           |               |
|  | Marcatori | 57’ Benyamina |

| Arbitro: | Zorn |

|  |           |                             |
|  | Marcatori | 43’ Breitkreuz 88’ Diawusie |

| Arbitro: | Müller |

|                                                    |           |               |
| Andrist 27’ Ruprecht 32’, 70’ (rig.) Schäffler 56’ | Marcatori | 79’ Strohdiek |

| Arbitro: | Kornblum |

|         |           |  |
| Bär 59’ | Marcatori |  |

#### Girone di ritorno
| Arbitro: | Hartmann |

|                           |           |                                        |
| Thiele 43’, 51’, 55’, 64’ | Marcatori | 35’ Mockenhaupt 82’ Andrist 90’ Blacha |

| Arbitro: | Schlager |

|                                                                              |           |          |
| Mockenhaupt 4’ Ruprecht 20’ Brandstetter 36’ Diawusie 44’ Andrist 83’ (rig.) | Marcatori | 9’ Engel |

| Arbitro: | Jöllenbeck |

|  |           |                  |
|  | Marcatori | 45’ Brandstetter |

| Arbitro: | Rohde |

|             |           |                |
| Andrist 80’ | Marcatori | 6’ Schleusener |

| Arbitro: | Börner |

|                                  |           |                 |
| Andrist 88’ Schäffler 90’ (rig.) | Marcatori | 29’, 68’ Manneh |

| Arbitro: | Bacher |

|                |           |  |
| Keita-Ruel 56’ | Marcatori |  |

| Arbitro: | Schult |

|                                       |           |           |
| Schäffler 7’ Andrist 65’ Diawusie 90’ | Marcatori | 17’ Ajani |

| Arbitro: | Rohde |

|              |           |                                                         |
| Baumgart 36’ | Marcatori | 74’ Andrich 76’ Breitkreuz 79’ Brandstetter 90’ Andrist |

| Arbitro: | Osmanagic |

|                                |           |             |
| Schäffler 5’, 90’ Diawusie 90’ | Marcatori | 70’ Lindner |

| Arbitro: | Cortus |

|             |           |                              |
| Röttger 17’ | Marcatori | 36’ Pezzoni 83’, 89’ Andrist |

| Arbitro: | Hussein |

|                                          |           |                            |
| Schäffler 10’, 18’, 89’ Brandstetter 22’ | Marcatori | 6’ Biankadi 68’ Lauberbach |

| Arbitro: | Wollenweber |

|           |           |                                                 |
| Girth 87’ | Marcatori | 40’ (aut.) Vidovič 48’ Brandstetter 54’ Andrist |

| Arbitro: | Bläser |

|  |           |                       |
|  | Marcatori | 45’ Göbel 53’ Neumann |

| Arbitro: | Osmers |

|                |           |  |
| Kobylański 44’ | Marcatori |  |

| Arbitro: | Jöllenbeck |

|               |           |                      |
| Schäffler 71’ | Marcatori | 54’ Beck 70’ Schwede |

| Arbitro: | Schröder |

|                             |           |  |
| Breier 29’ Wannenwetsch 77’ | Marcatori |  |

| Arbitro: | Jablonski |

|                                   |           |  |
| Schäffler 59’, 68’ Martinovic 90’ | Marcatori |  |

| Arbitro: | Kempter |

|                                   |           |             |
| Zolinski 62’, 86’ Antwi-Adjei 63’ | Marcatori | 64’ Mintzel |

| Arbitro: | Sather |

|                              |           |  |
| Brandstetter 27’ Andrich 29’ | Marcatori |  |

### Coppa di Germania
| Arbitro: | Willenborg |

|                      |           |  |
| Blacha 4’ Andrist 7’ | Marcatori |  |

| Arbitro: | Jablonski |

|            |           |                                                 |
| Blacha 76’ | Marcatori | 26’ Di Santo 30’ Burgstaller 53’ (aut.) Mintzel |

## Statistiche

### Statistiche di squadra
| Competizione      | Punti | In casa | In casa | In casa | In casa | In casa | In casa | In trasferta | In trasferta | In trasferta | In trasferta | In trasferta | In trasferta | Totale | Totale | Totale | Totale | Totale | Totale | DR  |
| Competizione      | Punti | G       | V       | N       | P       | Gf      | Gs      | G            | V            | N            | P            | Gf           | Gs           | G      | V      | N      | P      | Gf     | Gs     | DR  |
| ----------------- | ----- | ------- | ------- | ------- | ------- | ------- | ------- | ------------ | ------------ | ------------ | ------------ | ------------ | ------------ | ------ | ------ | ------ | ------ | ------ | ------ | --- |
| 3. Liga           | 68    | 19      | 12      | 3       | 4       | 44      | 19      | 19           | 9            | 2            | 8            | 32           | 20           | 38     | 21     | 5      | 12     | 76     | 39     | +37 |
| Coppa di Germania | -     | 2       | 1       | 0       | 1       | 3       | 3       | 0            | 0            | 0            | 0            | 0            | 0            | 2      | 1      | 0      | 1      | 3      | 3      | 0   |
| Totale            | 68    | 21      | 13      | 3       | 5       | 47      | 22      | 19           | 9            | 2            | 8            | 32           | 20           | 40     | 22     | 5      | 13     | 79     | 42     | +37 |

### Andamento in campionato
| Giornata  | 1 | 2 | 3 | 4 | 5 | 6 | 7 | 8 | 9 | 10 | 11 | 12 | 13 | 14 | 15 | 16 | 17 | 18 | 19 | 20 | 21 | 22 | 23 | 24 | 25 | 26 | 27 | 28 | 29 | 30 | 31 | 32 | 33 | 34 | 35 | 36 | 37 | 38 |
| --------- | - | - | - | - | - | - | - | - | - | -- | -- | -- | -- | -- | -- | -- | -- | -- | -- | -- | -- | -- | -- | -- | -- | -- | -- | -- | -- | -- | -- | -- | -- | -- | -- | -- | -- | -- |
| Luogo     | C | T | C | T | T | C | T | C | T | C  | T  | C  | T  | C  | T  | C  | T  | C  | T  | T  | C  | T  | C  | C  | T  | C  | T  | C  | T  | C  | T  | C  | T  | C  | T  | C  | T  | C  |
| Risultato | V | V | V | P | N | N | P | V | V | V  | V  | P  | V  | V  | N  | P  | V  | V  | P  | P  | V  | V  | N  | N  | P  | V  | V  | V  | V  | V  | V  | P  | P  | P  | P  | V  | P  | V  |
| Posizione | 4 | 1 | 1 | 5 | 6 | 5 | 5 | 4 | 4 | 4  | 4  | 4  | 4  | 4  | 4  | 4  | 3  | 3  | 3  | 3  | 3  | 3  | 3  | 3  | 3  | 3  | 3  | 3  | 3  | 3  | 3  | 3  | 3  | 3  | 4  | 4  | 4  | 4  |

Legenda:

Luogo: C = Casa; T = Trasferta. Risultato: V = Vittoria; N = Pareggio; P = Sconfitta.

### Statistiche dei giocatori
| Giocatore       | 3. Liga  | 3. Liga | 3. Liga     | 3. Liga    | Coppa di Germania | Coppa di Germania | Coppa di Germania | Coppa di Germania | Totale   | Totale | Totale      | Totale     |
| Giocatore       | Presenze | Reti    | Ammonizioni | Espulsioni | Presenze          | Reti              | Ammonizioni       | Espulsioni        | Presenze | Reti   | Ammonizioni | Espulsioni |
| --------------- | -------- | ------- | ----------- | ---------- | ----------------- | ----------------- | ----------------- | ----------------- | -------- | ------ | ----------- | ---------- |
| M. Akoto        | 4        | 0       | 0           | 0          | 0                 | 0                 | 0                 | 0                 | 4        | 0      | 0           | 0          |
| J. Albrecht     | 0        | 0       | 0           | 0          | 0                 | 0                 | 0                 | 0                 | 0        | 0      | 0           | 0          |
| R. Andrich      | 28       | 4       | 11          | 2          | 2                 | 0                 | 0                 | 0                 | 30       | 4      | 11          | 2          |
| S. Andrist      | 38       | 15      | 2           | 0          | 2                 | 1                 | 1                 | 0                 | 40       | 16     | 3           | 0          |
| D. Blacha       | 27       | 3       | 1           | 0          | 2                 | 2                 | 0                 | 0                 | 29       | 5      | 1           | 0          |
| S. Brandstetter | 16       | 6       | 2           | 1          | 0                 | 0                 | 0                 | 0                 | 16       | 6      | 2           | 1          |
| P. Breitkreuz   | 24       | 3       | 3           | 0          | 1                 | 0                 | 0                 | 0                 | 25       | 3      | 3           | 0          |
| N. Dams         | 27       | 1       | 5           | 0          | 1                 | 0                 | 0                 | 0                 | 28       | 1      | 5           | 0          |
| A. Diawusie     | 35       | 4       | 3           | 0          | 2                 | 0                 | 0                 | 0                 | 37       | 4      | 3           | 0          |
| M. Dittgen      | 20       | 0       | 0           | 0          | 1                 | 0                 | 0                 | 0                 | 21       | 0      | 0           | 0          |
| P. Funk         | 15       | 1       | 5           | 0          | 0                 | 0                 | 0                 | 0                 | 15       | 1      | 5           | 0          |
| M. Kolke        | 37       | 0       | 2           | 0          | 2                 | 0                 | 0                 | 0                 | 39       | 0      | 2           | 0          |
| M. Kuhn         | 34       | 0       | 3           | 0          | 1                 | 0                 | 0                 | 0                 | 35       | 0      | 3           | 0          |
| J. Lorch        | 2        | 0       | 1           | 0          | 0                 | 0                 | 0                 | 0                 | 2        | 0      | 1           | 0          |
| S. Lorenz       | 0        | 0       | 0           | 0          | 0                 | 0                 | 0                 | 0                 | 0        | 0      | 0           | 0          |
| D. Martinovic   | 3        | 1       | 0           | 0          | 0                 | 0                 | 0                 | 0                 | 3        | 1      | 0           | 0          |
| A. Mintzel      | 33       | 2       | 5           | 0          | 2                 | 0                 | 1                 | 0                 | 35       | 2      | 6           | 0          |
| S. Mockenhaupt  | 36       | 3       | 2           | 1          | 2                 | 0                 | 0                 | 0                 | 38       | 3      | 2           | 1          |
| S. Mrowca       | 28       | 1       | 10          | 0          | 2                 | 0                 | 1                 | 0                 | 30       | 1      | 11          | 0          |
| S. Mvibudulu    | 8        | 0       | 1           | 0          | 1                 | 0                 | 0                 | 0                 | 9        | 0      | 1           | 0          |
| P. Müller       | 12       | 2       | 0           | 0          | 1                 | 0                 | 0                 | 0                 | 13       | 2      | 0           | 0          |
| D. Nothnagel    | 11       | 0       | 0           | 0          | 1                 | 0                 | 0                 | 0                 | 12       | 0      | 0           | 0          |
| E. Nyarko       | 0        | 0       | 0           | 0          | 0                 | 0                 | 0                 | 0                 | 0        | 0      | 0           | 0          |
| K. Pezzoni      | 10       | 1       | 1           | 0          | 0                 | 0                 | 0                 | 0                 | 10       | 1      | 1           | 0          |
| S. Reddemann    | 16       | 1       | 2           | 0          | 1                 | 0                 | 0                 | 0                 | 17       | 1      | 2           | 0          |
| S. Ruprecht     | 25       | 5       | 9           | 1          | 1                 | 0                 | 1                 | 0                 | 26       | 5      | 10          | 1          |
| J. Schwadorf    | 2        | 0       | 0           | 0          | 0                 | 0                 | 0                 | 0                 | 2        | 0      | 0           | 0          |
| M. Schäffler    | 36       | 22      | 4           | 0          | 2                 | 0                 | 1                 | 0                 | 38       | 22     | 5           | 0          |
| L. Watkowiak    | 1        | 0       | 0           | 0          | 0                 | 0                 | 0                 | 0                 | 1        | 0      | 0           | 0          |